# Try Again FC
Der Try Again FC ist ein Fußballverein aus Keetmanshoop im Süden Namibias. Er bestreitet seine Heimspiele im J.-Stephanus-Stadion. 
Der Verein spielte seit dem Aufstieg zur Saison 2011/12 in der zweitklassigen Namibia First Division. Zuvor gewann die Mannschaft zwei Mal (2009/10 und 2010/11) die drittklassige Namibia Second Division in der Region ǁKharasKlicklaut.
Zu den größten sportlichen Erfolgen zählt das Erreichen des Viertelfinals beim namibischen Pokalwettbewerb 2017.